# Kaltouma Nadjina
Kaltouma Nadjina (ur. 16 listopada 1976 w Bol) – czadyjska lekkoatletka, sprinterka specjalizująca się w biegach na 200 i 400 metrów. 
Kontrola antydopingowa przeprowadzona 10 czerwca 2009 podczas mityngu w kanadyjskiej Victorii wykazała stosowanie przez Nadjinę niedozwolonej Efedryny, ukarano ją anulowaniem rezultatów uzyskanych na tych zawodach oraz publicznym ostrzeżeniem.

## Osiągnięcia
- 5 medali mistrzostw Afryki:
  - Algier 2000 – brązowy medal (bieg na 400 metrów)
  - Tunis 2002 – dwa złote medale (200 & 400 metrów)
  - Brazzaville 2004 – srebro (400 metrów) oraz brąz (200 metrów)
- 6 medali igrzysk frankofońskich:
  - Ottawa 2001 – złoto (200 metrów) i srebro (400 metrów)
  - Niamey 2005 – 2 złote medale (200 & 400 metrów)
  - Bejrut 2009 – 2 złote medale (200 & 400 metrów)
- 4. miejsce podczas halowych mistrzostw świata (bieg na 400 m, Lizbona 2001)
- 5. lokata na mistrzostwach świata (bieg na 400 m, Edmonton 2001)

Trzykrotnie reprezentowała Czad na igrzyskach olimpijskich (Atlanta 1996 & Sydney 2000 & Ateny 2004), nigdy nie udało się jej awansować do finału.

## Rekordy życiowe
- bieg na 100 metrów – 11,66 (2001) rekord Czadu
- bieg na 200 metrów – 22,73 (2002) rekord Czadu
- bieg na 300 metrów – 36,10 (2001) rekord Czadu
- bieg na 400 metrów – 50,38 (2001) rekord Czadu
- bieg na 60 m (hala) – 7,50 (2002) rekord Czadu
- bieg na 200 m (hala) – 23,68 (2010) rekord Czadu
- bieg na 300 m (hala) – 37,09 (2005) rekord Czadu
- bieg na 400 m (hala) – 51,92 (2001) rekord Czadu
- bieg na 600 m (hala) – 1:31,93 (2009) rekord Czadu